# 서울여의도초등학교
서울여의도초등학교(서울汝矣島初等學校)는 대한민국 서울특별시 영등포구 여의도동에 있는 초등학교이다.

## 학교 연혁
- 1971년 11월 1일 서울여의도초등학교 개교
- 2008년 12월 15일 특별실(과학실, 도서실, 보건실, 영어전용교실, 학습준비물지원센터, 원어민교실) 준공
- 2009년 10월 19일 급식실 리모델링, 장애인용엘리베이터설치, 별관화장실증축 준공
- 2010년 10월 1일 한마음큰잔치(대운동회)
- 2014년 3월 1일 제14대 최진철 교장 부임
- 2021년 11월 1일 개교 50주년
- 2023년 유상영 교장 부임

## 참고 자료
- 서울여의도초등학교 - 한국교육학술정보원 학교알리미